# Xibalba

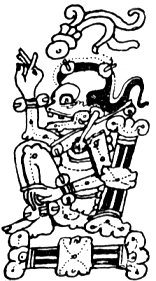
Ah Puch, dieu de la Mort habitant Metnal, le neuvième niveau de Xibalba.

Xibalba est le nom donné en maya k'iche' au monde souterrain dirigé par les dieux de la mort et de la maladie. En maya yucatèque, ce lieu est désigné par le mot « Metnal ». Xibalba signifie probablement « lieu effrayant ».

## Description
Xibalba est décrit dans le Popol Vuh comme un endroit sous la surface de la Terre. Dans la conception verticale du cosmos telle qu'on la trouve dans la religion maya, cet inframonde est composé de neuf niveaux.
Le Popol Vuh décrit aussi la route de Xibalba (qui était considérée par les Mayas comme la partie sombre de la Voie lactée). Il décrit aussi son terrain de jeu de balle, où se déroule l'action du mythe cosmogonique des jumeaux Hunahpu et Ixbalanque, qui auraient triomphé des seigneurs de l'inframonde au jeu de balle avant de devenir le Soleil et la Lune. Les différents dieux et personnages des mythes concernant Xibalba sont fréquemment vus dans l'art maya, tel que dans la décoration de poterie, les reliefs en pierre, les os incisés, et les peintures rupestres.

## Accès
S'il faut en croire une note de la traduction du Popol Vuh par Delia Goetz et Sylvanus Morley, l'entrée de Xibalba serait située dans une caverne aux alentours de Cobán, au Guatemala. Pour certains des descendants des Quichés, l'endroit est encore aujourd'hui symbole de mort. Des grottes près du Belize ont également été considérées comme une entrée à Xibalba. Selon le journaliste et écrivain américain Will Hunt, le culte de la civilisation maya pour Xibalba s'explique notamment par la topographie de leur territoire : la profusion de grottes, de cavernes et de cénotes formant autant de portails spirituels vers ce monde souterrain.

## Représentations dans la culture

### La littérature
Xibalbá est mentionné dans le titre du roman El tiempo principia en Xibalbá (1985) écrit par le Guatémaltèque Luis de Lion. Le monde souterrain est plus spécifiquement décrit dans le roman Les Dieux de jade et d'ombre (en) (2019) de l'auteure canadienne d'origine mexicaine Silvia Moreno-Garcia. Siesta in Xbalba and Return to the States est le titre d'un poème de l'auteur américain Allen Ginsberg.
L'autrice d'origine mexicaine Silvia Moreno-Garcia a élaboré un roman fantastique se déroulant au Yucatan et se basant sur la mythologie maya où l'enjeu est le trône de Xibalbá, Des Dieux de Jade et d'Ombres, paru chez Bragelonne en 2024.

### Le jeu vidéo
- On parle de Xibalba dans le niveau du « Sud du Mexique » ou « Mexique » dans le jeu vidéo Tomb Raider: Underworld.
- Xibalba apparaît dans le jeu vidéo d'aventure Atlantis II de Cryo Interactive. Le joueur y rencontrera Quetzalcóatl et Tezcatlipoca sur leurs stèles.
- Xibalba joue un rôle majeur dans la dernière partie du jeu vidéo Persona 2: Innocent Sin.
- Xibalba est une nation jouable dans les jeux Dominions 4 et Dominions 5.
- Xibalba, dans Wizard101 est la comète qui détruit le monde d'Aztéqua, et est par la même occasion le donjon final de ce dernier.
- Dans Shadow Gambit: The Cursed Crew, de Mimimi Games, un des objectifs cachés d'une mission s'intitule "À Xibalba !"

### Les films et séries
- La première partie du film The Fountain, réalisé par Darren Aronofsky, évoque Xibalba.
- Xibalbla est évoqué dans le film d'animation La Route d'Eldorado (Dreamworks) par les habitants d'El Dorado comme étant le monde spirituel.
- Xibalba apparaît dans le film d'animation La Légende de Manolo (20th Century Fox Animation).
- Xibalba est évoqué dans la troisième saison d’Une nuit en enfer, la série. C’est l’endroit d’où proviennent les démons que rencontrent les héros
- Xibalba est évoqué par Marcus Alvarez dans l'épisode 5 de la saison 4 de Mayans MC
- Le 9e épisode de la saison 3 de Falling Skies est nommé Journey to Xibalba, traduit en français par Le Monde souterrain.

### La musique
- Dans les Youngblood Chronicles de Fall Out Boy, un démon nommé Xibalbla apparaît à la fin en sortant de la mallette.
- Xibalba est un groupe américain de death metal formé en 2007.
- La chanson In Yumen / Xibalba du groupe grec de metal Rotting Christ.
- La chanson Xibalbá du groupe de rock guatémaltèque Bohemia Suburbana.

### La bande dessinée
- Dans Guyanacapac (2013), dernier tome de la série Long John Silver écrite par Xavier Dorison et dessinée par Mathieu Lauffray, Xibalba est l'antre du dieu de la cité.
- Dans Nameless de Grant Morrison et Chris Burnham, paru chez Image Comics en 2015, Xibalba est le nom donné à un astéroïde menaçant la Terre.
- Xibalba est un album unitaire de Simon Roussin paru en 2018 aux éditions 2024.